# Bourguignon-lès-Morey
Bourguignon-lès-Morey – miejscowość i gmina we Francji, w regionie Burgundia-Franche-Comté, w departamencie Górna Saona.
Według danych na rok 1990 gminę zamieszkiwało 71 osób, a gęstość zaludnienia wynosiła 7 osób/km² (wśród 1786 gmin Franche-Comté Bourguignon-lès-Morey plasuje się na 672. miejscu pod względem liczby ludności, natomiast pod względem powierzchni na miejscu 427.).